# Черноземное (Акимовский район)
Черноземное (укр. Чорноземне) — село, Чорноземненский сельский совет, Акимовский район, Запорожская область, Украина.
Код КОАТУУ — 2320387001. Население по переписи 2001 года составляло 678 человек.
Является административным центром Чорноземненского сельского совета, в который, кроме того, входят сёла
Вязовка,
Петровка и
Шевченко.

## Географическое положение

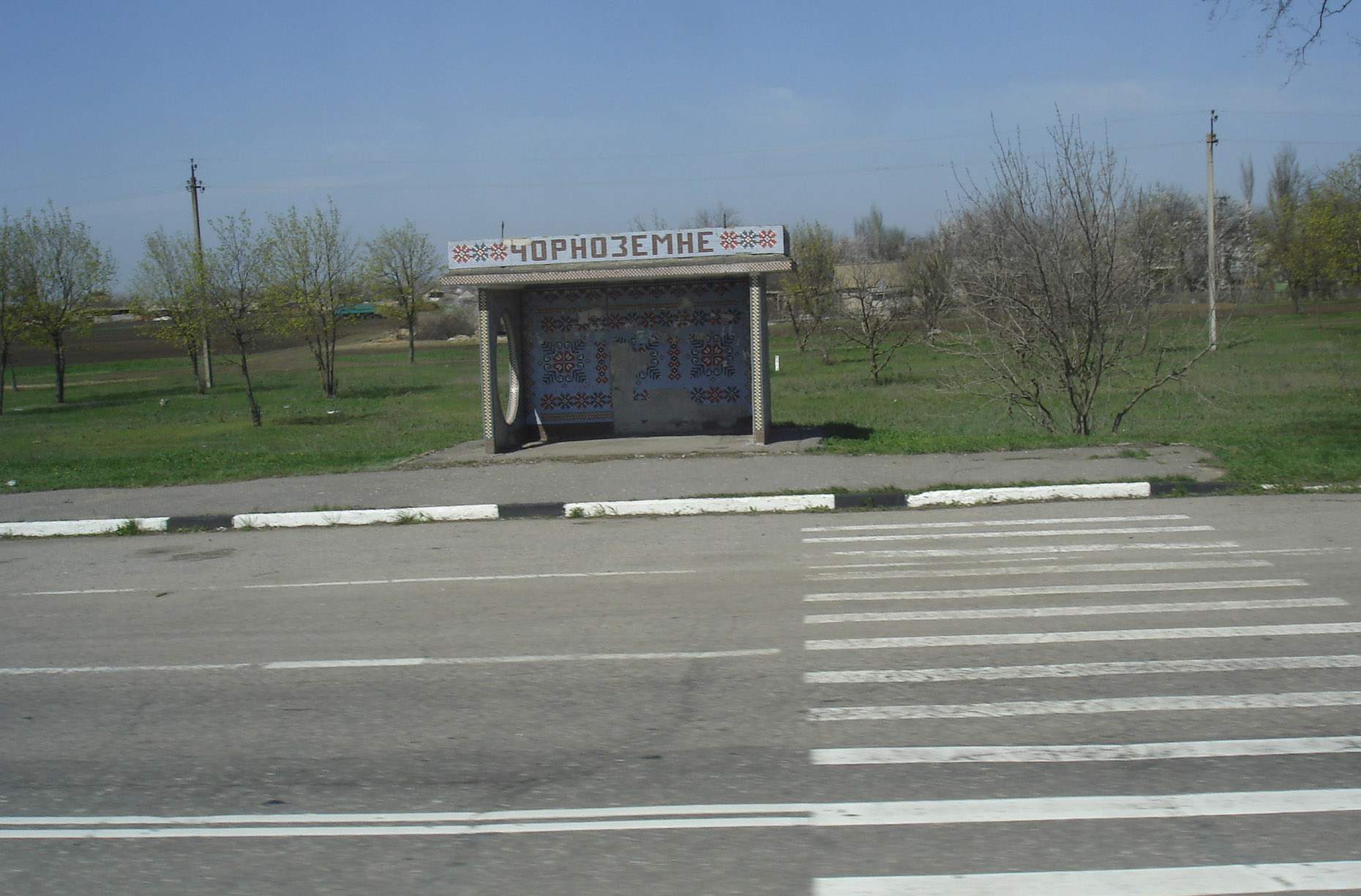
Черноземное на автодороге М-14

Село Черноземное находится на расстоянии в 3 км от села Шевченко, в 5,5 км от села Вязовка и в 7-и км — село Дружбовка (Ивановский район).
Рядом проходит автомобильная дорога М-14 (E 58).

## История
- 1921 — дата основания как Участок 15.
- В 1945 году переименовано в село Среднее.
- В 1965 году переименовано в село Черноземное.

## Объекты социальной сферы
- Школа.
- Детский сад.
- Дом культуры.
- Фельдшерско-акушерский пункт.